# Lago Orzysz
Il lago Orzysz è un lago della Polonia.